# Macoma mitchelli
Macoma mitchelli är en musselart som beskrevs av Dall 1895. Macoma mitchelli ingår i släktet Macoma och familjen Tellinidae. Inga underarter finns listade i Catalogue of Life.